# Глуховићи
Глуховићи су насељено мјесто у општини Пале, Република Српска, БиХ. Према попису становништва из 1991. у насељу је живјело 6 становника.

## Становништво
| Националност       | 1991. | 1981. | 1971. | 1961. |
| Срби               | 6     | 17    | 40    | 51    |
| остали и непознато |       |       |       |       |
| Укупно             | 6     | 17    | 40    | 51    |

| Демографија | Демографија | Демографија |
| Година      | Становника  | Становника  |
| ----------- | ----------- | ----------- |
| 1961.       | 51          |             |
| 1971.       | 40          |             |
| 1981.       | 17          |             |
| 1991.       | 6           |             |